# Bodeasa, Bacău
Bodeasa este un sat în comuna Dealu Morii din județul Bacău, Moldova, România. La recensământul din 2002 avea o populație de 74 locuitori.